# Старосысоевка
Старосысо́евка — село в Яковлевском районе Приморского края, входит в состав Новосысоевского сельского поселения.

## География
Село стоит на правом берегу реки Арсеньевка.
Расстояние до Арсеньева около трёх километров (по прямой), с выездом на трассу Осиновка — Рудная Пристань — около 6 км, расстояние до районного центра Яковлевка — около 40 км.

## Население
| 1926 | 2001 | 2002 | 2010  | 2019 |
| ---- | ---- | ---- | ----- | ---- |
| 312  | ↘220 | ↗266 | ↗1066 | ↘633 |

## Улицы
| - ул. 4-я площадка, - ул. Кирзаводская, - ул. Колхозная, | - ул. Луговая, - ул. Северная, - ул. Советская. |